# Parafia Najświętszego Serca Pana Jezusa w Bolechowie
Parafia Najświętszego Serca Pana Jezusa – rzymskokatolicka parafia znajdująca się we wsi Bolechowo-Osiedle w gminie Czerwonak w powiecie poznańskim. Należy do dekanatu czerwonackiego archidiecezji poznańskiej. Erygowana w 1982 roku.

## Historia
Mieszkańcy Bolechowa i okolic przynależeli do parafii w Owińskach. W 1899 roku wybudowano kaplicę w posiadłości dworskiej. W związku ze wzrostem liczby mieszkańców w latach 80 XX wieku władze kościelne powzięły decyzję o powołaniu osobnej parafii. W pierwszej dekadzie XXI wieku podjęto starania budowy nowego kościoła, które zwieńczyła uroczystość poświęcenia świątyni parafialnej 17 grudnia 2022 roku przez abp. Stanisława Gądeckiego. 

## Terytorium
- Bolechowo,
- Bolechowo-Osiedle,
- Promnice,
- Szlachęcin,
- Trzaskowo.

## Proboszczowie
- 1972-1982 ks. Marian Plewa
- 1982-2004 ks. Ryszard Kałużny
- od 2004 ks. Remigiusz Kobusiński